# Mobimar

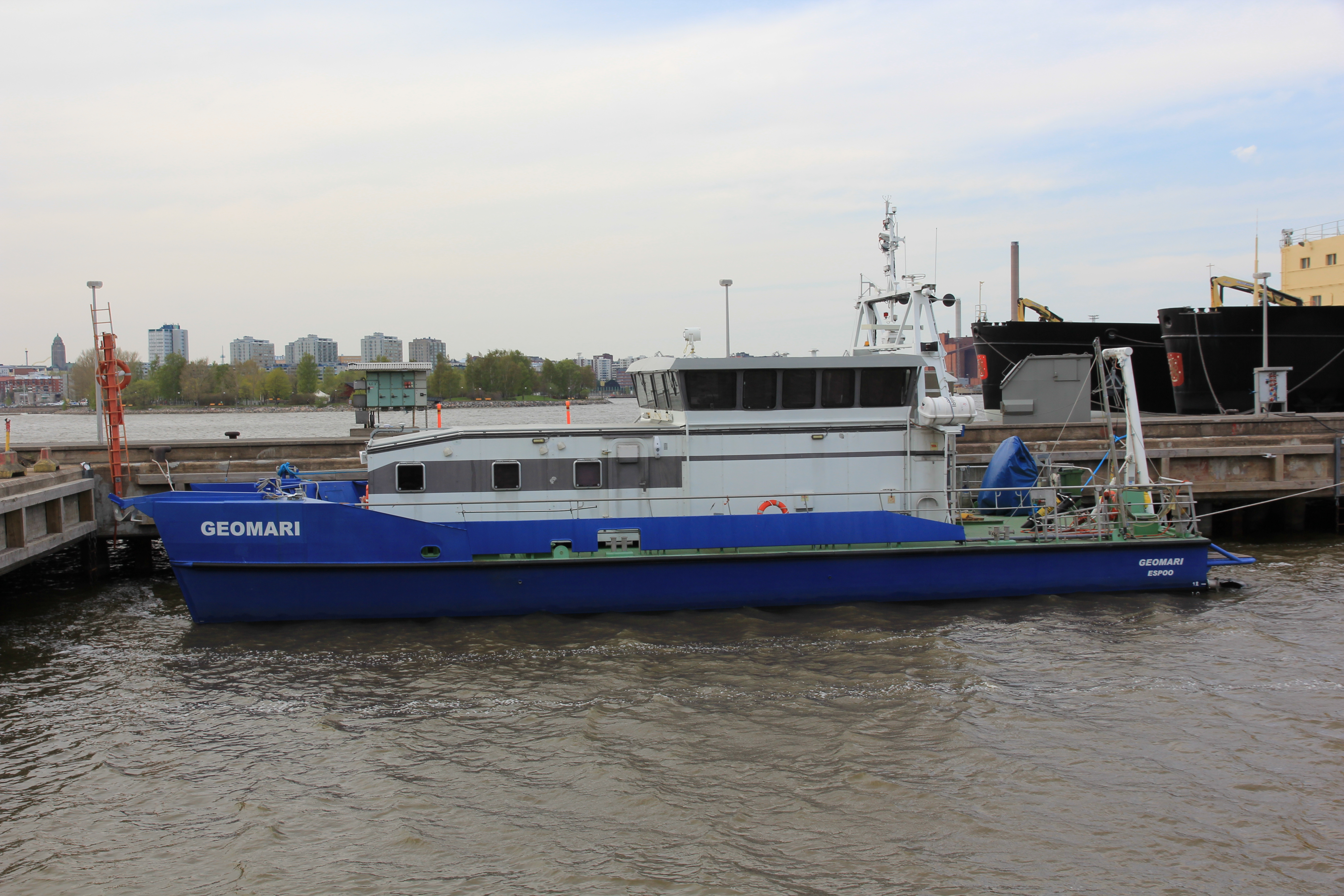
R/V Geomari, 2003

Mobimar Oy är ett finländskt varvsföretag i Åbo, som tillverkar bland annat havsgående forskningsfartyg, räddningsfartyg samt trimaran-arbetsbåtar för bekämpning av oljeutsläpp och för transport av personal till installationer för offshoreindustri. Företaget tillverkar också surfmaskiner, utrustning för vattenrutschkanor och utrustning för att hantera oljespill.
Mobimar har tidigare också tillverkat ett antal passagerarubåtar för turistindustrin fram till 2003. Denna tillverkning har numera avvecklats.
Företaget har en fabrik på 5.000 m2 i Åbo.

## Historik
Som den del av Wärtsilä Marinindustris konkurs 1988 lades varvet Laivateollisuus i Pansio i Åbo ned. Laivateollisuus tidigare tekniske chef Pauli Immonen och två kollegor bildade företaget W-sub. Laivateollisuus hade bland annat utvecklat en turistubåtstyp med teknik från det nedlagda Rauma-Repola Oceanics i Raumo, varav de första exemplaren sålts 1987–1988 till Jeju i Sydkorea och till ön Saipan. W-Sub övertog från Laivateollisuus bland annat en halvfärdig ubåt och W-Sub tillverkade därefter ett antal turistubåtar till Spanien, Italien och Egypten fram till 1993, då företaget gick i konkurs. 
Delägarna återupptog produktionen 1995 i det det nystartade Mobimar Oy. Omkring 15 av sammanlagt 30 turistubåtar i drift i världen har tillverkats av W-Sub och Mobimar.

## Byggda fartyg i urval
- Turistubåt Mark V, ett antal fram till Jiah för 67 passagerare för Seogwipo Submarine på ön Jeju i Sydkorea 2003. Ubåtsmodellen klarade 57 meters djup och byggdes i tre storlekar: 18,3 meter, 17,4 meter och 21 meter för respektive 35, 50 och 65 passagerare.[5]
- R/V Geomari, forskningsfartyg för Geologiska forskningscentralen, 2003
- Göte II, brandbåt för Räddningstjänsten Storgöteborg, en 15 meter lång katamaran, 2010[6][7]
- Skjærgårdstjenesten I för norska Skjærgårdstjenesten i Nøtterøy, katamaran, 2012[8]
- Rescue Teemu, räddningsfartyg för Finlands Sjöräddningssällskap, 2013[9]